# Silberpflege
Unter Silberpflege versteht man das Entfernen der leicht bräunlichen bis schwarzen Schicht auf Silbergegenständen.
Dieses „Anlaufen“ beruht auf der Bildung von Silbersulfid aus der Reaktion des Silbers mit Schwefelwasserstoff in der Gegenwart von Luftsauerstoff. Schwefelwasserstoff ist in Spuren in der Umgebungsluft vorhanden. Auch der Kontakt mit anderen schwefelhaltigen Stoffen (Eiklar, Erbsensuppe) kann zum Anlaufen führen. Silbersulfid bildet sich nach der folgenden Reaktionsgleichung:
{\displaystyle \mathrm {4Ag+2H_{2}S+O_{2}\longrightarrow 2Ag_{2}S+2H_{2}O} }

## Methoden

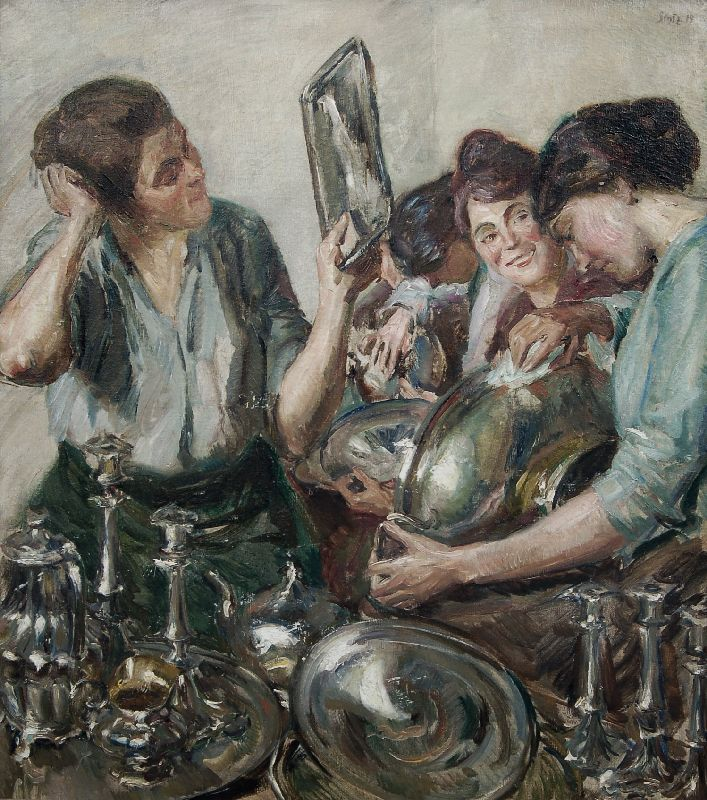
Fritz Stotz: Mädchen beim Silberputzen, 1919

### Mechanische Reinigung
Silberputztücher sind mit Substanzen getränkt, die geeignet sind, die schwarze Schicht zu entfernen. Beim Putzen mit einem Silberputztuch wird der Belag durch chemische Reaktion mit dem Silberputzmittel abgetragen; auf dem Tuch bildet sich ein schwarzer Belag. Mit jeder Anwendung wird so etwas Silber abgetragen. Zur Reinigung kann auch ein Mikrofasertuch dienen, es hat eine ähnliche Wirkung. Zu beachten ist dabei, dass bei der mechanischen Reinigung immer ein wenig Silber abgetragen wird. Bei massivem Silber oder einer Silberlegierung ist das unproblematisch. Bei versilberten Gegenständen kann die dünne Silberschicht mit der Zeit abgetragen werden.

#### Methoden der mechanischen Reinigung
Um Silber mechanisch zu reinigen, stehen u. a. folgende Methoden zur Auswahl:
- Silberputztuch
- spezielle Silberreinigungsmittel wie Schaum oder Pasten
- Zahnpasta
- Ultraschallreinigungsgerät

### Elektrochemische Reinigung

#### Aluminium-Salz-Methode
Die elektrochemische Reinigung ist auch mit folgenden Hausmitteln möglich: Das Silber wird mit Alufolie in eine warme Kochsalzlösung (3 Esslöffel Salz auf 1 Liter Wasser) gelegt. Silber und Aluminium müssen sich berühren. Manche empfehlen zusätzlich Soda oder Zitronensäure. Bei der chemischen Reaktion wird der Silbersulfidbelag elektrochemisch wieder zu Silber reduziert und Schwefelverbindungen freigesetzt, was durch den deutlichen Geruch nach faulen Eiern wahrnehmbar ist. Dies geschieht nach der Formel:
{\displaystyle \mathrm {3Ag_{2}S+2Al+6H_{2}O\longrightarrow 6Ag+2Al(OH)_{3}+3H_{2}S} }

#### Silbertauchbad
Kommerziell erhältliche Tauchbäder enthalten Thioharnstoff (krebserregend, Kategorie 2), der das schwerlösliche Silbersulfid angreift, die Silberionen komplexiert und Schwefelwasserstoff bildet.

## Richtige Lagerung
Silber oxidiert nicht an der Luft, aber die typische schwarze Patina bildet sich, weil es stark mit Schwefel reagiert, der auch in der Luft in geringen Anteilen vorkommt. Will man diesen Vorgang verhindern, muss man Silber möglichst unter Luftabschluss lagern und die Schwefelverbindungen aus der Luft entfernen.
Silberbesteck sollte regelmäßig verwendet werden. Das häufige Verwenden und Waschen entfernt die Beläge laufend. Andere Silbergegenstände oder Silberbesteck, das nicht verwendet wird, sollte möglichst in einem geschlossenen Behälter aufbewahrt werden. Ein handelsüblicher Trockenbeutel aus Silicagel sorgt für trockene Luft. Auch spezielle Anlaufschutz-Plättchen sind erhältlich. Sie nehmen die Schwefelverbindungen aus der Luft auf und sorgen so dafür, dass das Silber nicht anläuft. Ist ein geschlossener Behälter nicht möglich, kann auch das Abdecken oder Einwickeln mit einem Tuch den Luftkontakt reduzieren.